# Benjamin Smith Barton
Benjamin Smith Barton (10 de febrer de 1766 – 19 de desembre de 1815) va ser un metge, naturalista i botànic estatunidenc.
La seva signatura abreujada com a botànic és: Barton.

## Vida
El pare de Barton, Rev. Thomas Barton era un immigrant irlandès de Carrickmacross que obrí una escola prop de Norristown, Pennsilvània el 1751. La seva mare, Esther Rittenhouse, era germana de l'astrònom David Rittenhouse.
Barton estudià medicina al College de Philadelphia. Des de jove prestà molt d'interès respecte als natius nord-americans. El 1786 Barton passà a la Universitat d'Edimburg, però no es graduà, encara que posteriorment practicà la medicina.
El 1790 succeí Adam Kuhn com a professor d'Història natural i Botànica, dos anys més tard va ser escollit membre de l'American Academy of Arts and Sciences. Va obtenir finalment el títol a la Universitat Christian-Albrechts de Kielel 1796.

## Obres
Barton publicà Elements of botany, or Outlines of the natural history of vegetables (1803) el primer llibre de text americà sobre botànica. Portava dibuixos de William Bartram. També publicà Elements of Botany. Sobre plantes medicinals tracta Collections for An Essay Towards a Materia Medica of the United-States. També publicà diversos llibres sobre medicina i un estudi de lingüísitca comparativa:Etymology of Certain English Words and on Their Affinity to Words in the Languages of Different European, Asiatic and American (Indian) Nations i de l'origen dels primers americans, New Views of the Origin of the Tribes and Nations of America (1797). Va ser l'editor de la revista Philadelphia Medical and Physical Journal (1805–1808), una de les publicacions científiques més antigues dels Estats Units.

## Abreviatura
L'abreviatura Barton es fa servir per indicar  Benjamin Smith Barton com autoritat en la descripció i taxonomia dins la zoologia.